# Епархия Сокорро-и-Сан-Хиля

Герб епархии Сокорро-и-Сан-Хиля

Епархия Сокорро-и-Сан-Хиля (лат. Dioecesis Succursensis et Sancti Aegidii) — епархия Римско-Католической церкви с центром в городе Сан-Хиль, Колумбия. Епархия Сокорро-и-Сан-Хиля входит в митрополию Букараманги. Кафедральным собором епархии Сокорро-и-Сан-Хиля является церковь Пресвятой Девы Марии в городе Сокорро.

## История
20 марта 1895 года Римский папа Лев XIII издал декрет «Jamdudum», которой учредил епархию Сокорро, выделив её из епархии Тунхи (сегодня — Архиепархия Тунхи). В этот же день епархия Сокорро вошла в митрополию Боготы.
19 января 1928 года Римский папа Пий XI издал буллу «Apostolici officii», которой перенёс кафедру епархии в город Сан-Хиль и переименовал епархию Сокорро в епархию Сокорро-и-Сан-Хиля. 2 апреля 1928 года епархия Сокорро-и-Сан-Хиля передала часть своей территории для возведения новой апостольской префектуры Рио-Магдалены (сегодня — Епархия Барранкабермехи).
29 мая 1956 года епархия Сокорро-и-Сан-Хиля вошла в митрополию Нуэва-Памплоны.
14 декабря 1974 года епархия Сокорро-и-Сан-Хиля вошла в митрополию Букараманги.
29 марта 1984 года епархию Сокорро-и-Сан-Хиля передала часть своей территории для образования новой епархии Велеса.

## Ординарии епархии
- епископ Evaristo Blanco (9.04.1897 — 27.03.1909) — назначен епископом Нуэва-Памплоны;
- епископ Francisco Cristóbal Toro (18.10.1910 — 16.12.1913) — назначен епископом Санта-Марты;
- епископ Antonio Vicente Arenas (28.05.1914 — 12.07.1922);
- епископ Leonida Medina (7.03.1923 — 19.07.1947);
- епископ Ángel María Ocampo Berrio S.J. (19.07.1947 — 6.12.1950) — назначен епископом Тунхи;
- епископ Анибаль Муньос Дуке (8.04.1951 — 18.12.1952) — назначен епископом Букамаранги;
- епископ Pedro José Rivera Mejía (20.02.1953 — 25.10.1975);
- епископ Ciro Alfonso Gómez Serrano (25.10.1975 — 19.01.1980);
- епископ Víctor Manuel López Forero (6.12.1980 — 7.06.1985) — назначен ординарием Военного ординариата Колумбии;
- епископ Jorge Leonardo Gómez Serna O.P. (6.03.1986 — 3.11.2001) — назначен епископом Маганге;
  - апостольский администратор архиепископ Хосе де Хесус Пимьенто Родригес (11.2001 — 06.2003);
- епископ Ismael Rueda Sierra (27.06.2003 — 13.02.2009) — назначен архиепископом Букамаранги;
- епископ Carlos Germán Mesa Ruiz (2.02.2010 — по настоящее время).

## Источник
- Annuario Pontificio, Libreria Editrice Vaticana, Città del Vaticano, 2003, ISBN 88-209-7422-3
- Булла Apostolici officii, AAS 21 (1929), стр. 97  (лат.)